# Robert, kralj Napulja
Robert Mudri (talijanski Roberto il Saggio; 1276. – 20. siječnja 1343.) bio je anžuvinski kralj Napulja, grof Provanse i Forcalquiera, kao i naslovni jeruzalemski kralj.
Petrarca i Boccaccio pamtili su Roberta kao mecenu. Kralj je Robert nazivan „mirotvorcem Italije”.

## Obitelj
Robertov je otac bio Karlo II., kralj Napulja te je Robert rođen tijekom vladavine svoga djeda, Karla Anžuvinca. Majka kralja Roberta bila je Marija Arpadović, kći ugarsko-hrvatskog kralja. 
Tijekom očeve vladavine, Robert je bio kalabrijski vojvoda (1296. — 1309.)
Robert je prvo bio oženjen Jolandom Aragonskom te je par dobio sinove Karla i Luja. Karlo je bio vojvoda Kalabrije i otac kraljice Ivane I., koja je naslijedila djeda Roberta. Karlova druga kći bila je Marija Kalabrijska.
Robert i njegova druga supruga, Sanča Mallorcanska, nisu imali djece.
Robertova izvanbračna djeca:
- Karlo d'Artois
- Luj de Bétha — upravljao je poljskim imanjima
- Marija d'Aquino
- Helena Anžuvinska, udana za Andreju I. Thopiju, grofa Matije